# Halichoeres hortulanus
Halichoeres hortulanus es una especie de pez de la familia de los lábridos,  en el orden de los Perciformes.

## Distribución geogéfica
Se encuentra en el mar Rojo, hasta Sudáfrica en el Océano Índico y además en el Pacífico en las islas Marquesas y las Tuamotu, en el sur de Japón, hasta el sur de la Gran Barrera de Coral.

## Descripción
En los costados presenta una figura de cuadrados a la manera de un tablero de ajedrez o de entretejidos de cestería. Los machos presentan una coloración más verde, con una mancha dorsal amarilla y manchas rojas punteadas en la cabeza. Los alevines son de color negro y blanco, cambiando gradualmente con el crecimiento hasta el modelo de adultos. El macho alcanza hasta 27 cm de longitud total.

## Alimentación
Comen principalmente moluscos, crustáceos y erizos de mar.

## Hábitat
Nadan en los arrecifes de coral y lagoon, entre 1 y 30 m de profundidad. Los alevines se encuentran  en la parte inferior de los canales entre las rocas o bajo los salientes. Los machos son territoriales sobre un área extensa.